# Crüe Fest
Crüe Fest fue un tour que realizó Mötley Crüe el verano de 2008, que comenzó el 1 de julio de 2008, y concluyó el 31 de agosto de 2008. El tour contaba con los mismos Mötley Crüe, Buckcherry, Papa Roach, Sixx:A.M., y Trapt. Se decía que el Crüe Fest era  "el espectáculo más ruidoso del mundo". La gira obtuvo alrededor de 40 millones de dólares y fue el festival más exitoso, y más popular del verano.

## Orígenes
La gira fue formulada por primera vez en enero de 2008 por Nikki Sixx. Poco después, la idea fue creada para hacer una gira con las dos bandas de Sixx en las que es actualmente miembro, Mötley Crüe y Sixx:A.M.. La idea de Crüe Fest se creó entonces, con la intención de que Mötley Crüe trajera un nuevo festival de gira de "bandas que encarnan el espíritu del rock and roll" en la misma línea que el Ozzfest. El nuevo sitio oficial de Mötley Crüe, había prometido un anuncio especial el 15 de abril de 2008, Mötley Crüe organizó una conferencia de prensa, donde las intenciones de la gira Crüe Fest fueron anunciadas y la banda estrenó su vídeo "Saints of Los Angeles", así como la interpretación de "Kickstart My Heart" y "Saints of Los Angeles".

## Conciertos
| Fecha                | Ubicación                     | Lugar                                        |
| -------------------- | ----------------------------- | -------------------------------------------- |
| 1 de julio de 2008   | West Palm Beach, Florida      | Cruzan Amphitheatre                          |
| 3 de julio de 2008   | Tampa, Florida                | Ford Amphitheatre                            |
| 5 de julio de 2008   | Charlotte, North Carolina     | Verizon Wireless Amphitheatre Charlotte      |
| 6 de julio de 2008   | Virginia Beach, Virginia      | Verizon Wireless Virginia Beach Amphitheater |
| 8 de julio de 2008   | Wantagh, New York             | Nikon at Jones Beach Theater                 |
| 9 de julio de 2008   | Darien Lake, New York         | Darien Lake Performing Arts Center           |
| 10 de julio de 2008  | Sarnia, Ontario               | Bayfest                                      |
| 12 de julio de 2008  | Camden, NJ                    | Susquehanna Bank Center                      |
| 13 de julio de 2008  | Bristow, Virginia             | Nissan Pavilion                              |
| 15 de julio de 2008  | Clarkston (Míchigan)          | DTE Energy Music Theatre                     |
| 16 de julio de 2008  | Tinley Park, Illinois         | First Midwest Bank Amphitheatre              |
| 18 de julio de 2008  | Noblesville, Indiana          | Verizon Wireless Music Center                |
| 19 de julio de 2008  | Milwaukee, Wisconsin          | Marcus Amphitheater                          |
| 20 de julio de 2008  | Maryland Heights, Missouri    | Verizon Wireless Amphitheater                |
| 22 de julio de 2008  | Houston, Texas                | Toyota Center                                |
| 23 de julio de 2008  | Selma, Texas                  | Verizon Wireless Amphitheatre Selma          |
| 24 de julio de 2008  | Dallas, Texas                 | SuperPages.com Center                        |
| 26 de julio de 2008  | Albuquerque, Nuevo México     | Journal Pavilion                             |
| 27 de julio de 2008  | Englewood, Colorado           | Fiddler's Green Amphitheatre                 |
| 29 de julio de 2008  | West Valley City, Utah        | USANA Amphitheatre                           |
| 31 de julio de 2008  | Phoenix, Arizona              | Cricket Wireless Pavilion                    |
| 1 de agosto de 2008  | Las Vegas, Nevada             | Mandalay Bay Events Center                   |
| 2 de agosto de 2008  | Devore, California            | San Manuel Amphitheater                      |
| 5 de agosto de 2008  | Wheatland, California         | Sleep Train Amphitheatre                     |
| 6 de agosto de 2008  | Mountain View, California     | Shoreline Amphitheatre                       |
| 8 de agosto de 2008  | Auburn, Washington            | White River Amphitheatre                     |
| 9 de agosto de 2008  | Portland, Oregón              | Rose Garden                                  |
| 11 de agosto de 2008 | Vancouver, Columbia Británica | General Motors Place                         |
| 13 de agosto de 2008 | Edmonton, Alberta             | Rexall Place                                 |
| 14 de agosto de 2008 | Calgary, Alberta              | Pengrowth Saddledome                         |
| 15 de agosto de 2008 | Saskatoon, Saskatchewan       | Credit Union Centre                          |
| 17 de agosto de 2008 | Winnipeg, Manitoba            | MTS Centre                                   |
| 19 de agosto de 2008 | Cincinnati, Ohio              | Riverbend Music Center                       |
| 20 de agosto de 2008 | Cuyahoga Falls, Ohio          | Blossom Music Center                         |
| 22 de agosto de 2008 | Mansfield, Massachusetts      | Comcast Center for the Performing Arts       |
| 23 de agosto de 2008 | Holmdel Township, New Jersey  | PNC Bank Arts Center                         |
| 24 de agosto de 2008 | Uncasville, Connecticut       | Mohegan Sun Arena                            |
| 28 de agosto de 2008 | Toronto, Ontario              | Molson Amphitheatre                          |
| 29 de agosto de 2008 | Saratoga Springs, New York    | Saratoga Performing Arts Center              |
| 30 de agosto de 2008 | Scranton, Pennsylvania        | Toyota Pavilion at Montage Mountain          |
| 31 de agosto de 2008 | Burgettstown, Pennsylvania    | Post-Gazette Pavilion                        |

## DVD
El 24 de marzo de 2009, el DVD del Crüe Fest fue lanzado. El concierto principal fue filmado el 28 de agosto de 2008 en el Molson Amphitheatre de Toronto, con algunos clips filmados en los otros lugares de la gira. El film fue dirigido por PR Brown y fue filmado en alta definición con sonido estéreo 5.1. El DVD alcanzó el puesto #1 en el Billboard Top Music Video Chart, vendiendo 7000 copias en su primera semana de lanzamiento.

## Lista de canciones
Disco 1:
Mötley Crüe
1. Opening
2. Kickstart My Heart
3. Wild Side
4. Shout at the Devil
5. Saints of Los Angeles
6. Live Wire
7. Sick Love Song
8. Tit E Cam
9. Mutherfucker of the Year
10. Don't Go Away Mad (Just Go Away)
11. Same Ol' Situation (S.O.S.)
12. Primal Scream
13. Looks That Kill
14. Girls, Girls, Girls
15. Dr. Feelgood
16. Home Sweet Home

Disco 2:

Trapt
1. Contagious
2. Headstrong

Sixx:A.M.
1. Opening
2. Pray for Me
3. Life Is Beautiful

Papa Roach
1. Opening
2. Time Is Running Out
3. Forever
4. Last Resort

Buckcherry
1. Opening
2. Lit Up
3. Sorry
4. Crazy Bitch

## Material adicional
- Crüe Fest 2008 All "Excess" Pass Documentary
- Music videos
  - "White Trash Circus"
  - "Saints of Los Angeles"
  - "Primal Scream"
  - "Looks That Kill"
  - "Live Wire"
  - "Kickstart My Heart"